# Ayron Jones
Ayron Jones (nascido em 23 de agosto de 1986 em Seattle, Washington ) é um guitarrista, cantor e compositor estadunidense. Sua música mistura elementos do grunge, rock, hip-hop, soul e outros gêneros. Depois de anos se apresentando em casas locais de sua cidade natal, Seattle, com seu trio Ayron Jones and The Way, ele foi notado pelo produtor Sir Mix-a-Lot e empreendeu uma carreira independente até assinar com a John Varvatos / Big Machine. Seu primeiro álbum por uma grande gravadora está previsto para 21 de maio de 2021.
Como banda de abertura ou participante de festivais, ele dividiu o palco com nomes como BB King, Guns N 'Roses, The Zombies, Patti Smith, Living Color, The Presidents of the United States of America, Janelle Monae, Public Enemy, Rakim, Robin Trower, Spearhead, Train, Jeff Beck, Slipknot, Lamb of God, Theory of a Deadman e Run-DMC.
Participou de festivais como Bumbershoot, Mount Baker Rhythm and Blues Festival, SXSW, Sasquatch! Festival de Música e Summer Meltdown.

## Infância e adolescência
Ayron Jones nasceu no Centro Médico da Universidade de Washington, filho de uma mãe de 19 anos e de um pai que "nunca estava por perto". Aos quatro anos, ele foi adotado por sua tia enquanto sua mãe lutava contra o vício em drogas, um problema que também afetou seu pai.
Religiosa, sua tia o rodeava com música soul e gospel, o que instigou nele uma paixão pela música. Jones aprendeu a tocar piano, bateria e violão sozinho e mais tarde escolheu este último como seu instrumento principal. Ele também teve aulas de violino na escola e, apesar de dizer que era "péssimo" no instrumento, reconheceu que estudá-lo ajudou-o a entender melhor teoria musical e lhe permitiu adquirir algumas habilidades composicionais. Seu primeiro instrumento foi um violão cedido por seu vizinho. Mais tarde, ele comprou uma Squier Stratocaster. A primeira música que ele aprendeu a tocar foi "Fly Away", de Lenny Kravitz.
Aos 19 anos, começou a se apresentar em bares locais. Mais tarde, ele se lembraria de ter sido maltratado em alguns lugares antes de se apresentar porque ele e sua banda "não pareciam uma banda de rock normal". Ele também afirma que a polícia foi chamada várias vezes para intervir em seus programas devido a queixas de ruído excessivo.

## Carreira

### 2010–2017: Início,DreameAudio Paint Job
Em 2010, ele fundou o trio Ayron Jones and the Way, inspirado por importantes trios de rock como Cream, Jimi Hendrix Experience, Stevie Ray Vaughan e Double Trouble e Prince and The Revolution. Em 2012, enquanto se apresentavam em um bar em Seattle, eles foram descobertos por Sir Mix-a-Lot, que lhes possibilitou gravarem seu primeiro álbum, independente, um ano depois. O trabalho foi intitulado Dream e contou com DeAndre Enrico no baixo e Kai Van De Pitte na bateria, com Mix-a-Lot produzindo-o pro bono. O álbum foi lançado em 29 de outubro de 2013, com um show de lançamento ocorrendo alguns dias depois, em 2 de novembro.
Após sua estreia, ele foi convidado para trabalhar com Deep Cotton, mas rejeitou uma oferta para fazer uma turnê extensiva com eles a fim de se concentrar em sua carreira solo. Em 2015, seus dois colegas deixaram o trio e ele decidiu continuar como músico solo.
No início de 2017, assinou contrato com a Agency for the Performing Arts. Mais tarde naquele ano, em 2 de junho, ele lançou seu segundo álbum Audio Paint Job, que foi descrito como "autobiográfico". Produzido por Barrett Martin (que também tocou no disco e o distribuiu por meio de seu próprio selo Sunyata ) e Jack Endino, também apresentava o the Way, na época consistindo de Bob Lovelace no baixo e Ehssan Kirimi na bateria, e alguns convidados, como Scarlet Parke nos vocais, Andrew Joslyn nas cordas e Evan Flory-Barnes no contrabaixo. O show de lançamento do álbum aconteceu no dia 24 de junho no Neptune Theatre.
Em 2 de novembro de 2017, ele se apresentou como convidado na canção "All Things Fade Away", do Levee Walkers.

### 2020–presente: Carreiramajor,Child of the State
Em 2020, ele assinou com a Big Machine / John Varvatos e lançou seu single de estreia "Take Me Away" em meados de 2020. Em 5 de outubro de 2020, um vídeo gravado em Seattle foi lançado para a música, que discute seu abandono quando criança. A canção foi produzida por Eric Lilavois no London Bridge Studio e contou com Lovelace no baixo, Joslyn nas cordas, Martin na bateria e Parke nos vocais.
Em 20 de setembro, ele tocou "The Star-Spangled Banner", o hino nacional dos Estados Unidos, antes de um jogo da NFL entre o Seattle Seahawks e o New England Patriots.
Em fevereiro de 2021, ele lançou seu segundo single "Mercy" e o lyric video correspondente, discutindo as questões raciais que agitaram os Estados Unidos em 2020 e 2021. No mesmo mês, a canção foi escolhida como uma das oito "Faixas da Semana" da Classic Rock.
Em abril de 2021, ele foi anunciado como um dos 25 artistas de todo o mundo selecionados pela Fender para participar do projeto Fender Next, um programa que visa prover suporte ao seu elenco com marketing, equipamentos e presença nas redes sociais.
Também em abril, ele lançou seu terceiro single, "Spinning Circles", que discute relações tóxicas. A música também foi selecionada para outra lista de "Faixas da Semana" da Classic Rock e os leitores o elegeram como a segunda melhor das oito.
Seu terceiro álbum (o primeiro por uma grande gravadora), Child of the State, foi lançado em 21 de maio de 2021. Em entrevista ao Loudwire, ele disse que tocaria baixo em algumas faixas. A obra conta com os três singles entre suas faixas e foi eleita pela Loudwire como o 27º melhor álbum de rock/metal de 2021.

## Estilo musical e influências
A música de Ayron Jones é descrita como uma mistura de blues, hip-hop, grunge, hard rock e soul. O próprio Jones uma vez descreveu seu próprio som como "se Michael Jackson tocasse guitarra como Jimi Hendrix na banda de Kurt Cobain".
Jones cita a batida como o aspecto mais importante em sua abordagem de composição e diz que deseja que seu som seja representativo de Seattle. Quando questionado sobre o uso do ruído em sua música, ele disse que “desenvolveu essa teoria de que o que cativa as pessoas em um instrumento ou tom são as imperfeições, porque esse é o verdadeiro reflexo da natureza humana. (...) Suas imperfeições tornam você perfeito."
O estilo de tocar de Jones foi comparado ao de Gary Clark Jr. e Stevie Ray Vaughan e seu estilo de cantar foi comparado ao de Michael Jackson.
Ele cita Hendrix, Freddie King, BB King, Roy Buchanan, Mike McCready, Kim Thayil e Cobain como influências de guitarra e Vaughan, Stevie Wonder, Dr. Dre, Rage Against the Machine, Nirvana, Soundgarden, Pearl Jam, Derek Trucks e Michael Jackson como influências musicais em geral.

## Vida pessoal e outras atividades
Ayron é casado e tem três filhos, uma delas chamada Phoenix. Desde 2017, ele mora em Alki Beach, depois de viver no Central District Central por toda a sua vida até então.
Jones jogou pelo mesmo time de Ultimate Frisbee que Sean Foreman (do 3OH! 3 ) no Campeonato Mundial de 2004 na Finlândia.

## Discografia

### Álbuns de estúdio
- Dream (2013)
- Audio Paint Job (2017)
- Child of the State (2021)

### Singles
| "Take Me Away"                                                                     | 2020 | 17 | Child of the State |
| "Mercy"                                                                            | 2021 | -  | Child of the State |
| "Spinning Circles"                                                                 | 2021 | -  | Child of the State |
| "-" indica uma gravação que não foi traçada ou não foi lançada naquele território. |      |    |                    |

## Prêmios e indicações

### iHeartRadio Music Awards
| Ano  | Recipiente  | Categoria                   | Resultado |
| ---- | ----------- | --------------------------- | --------- |
| 2022 | Ayron Jones | Melhor Novo Artista de Rock | Indicado  |